# Goražde
Goražde – miasto w południowo-wschodniej Bośni i Hercegowinie, w Federacji Bośni i Hercegowiny, stolica kantonu bośniacko-podrińskiego, siedziba miasta Goražde. Leży nad Driną. W 2013 roku liczyło 11 806 mieszkańców, z czego większość stanowili Boszniacy.
W mieście rozwinął się przemysł chemiczny, metalowy, włókienniczy oraz zbrojeniowy.
15 grudnia 1941 r. serbscy czetnicy zamordowali w Goražde pięć rzymskokatolickich sióstr zakonnych (2 Chorwatki, 2 Słowenki i 1 Austriaczkę) z klasztoru Córek Bożej Miłości w Pale. Nazwane Drińskimi Męczennicami zostały one beatyfikowane 24 września 2011 r. w Sarajewie.

## Współpraca
- Kecioren, Turcja
- Güngören, Turcja
- Mettmann, Niemcy
- Gera, Niemcy
- Saint-Brieuc, Francja
- Sesto San Giovanni
- Maraghe, Iran